# Rautojauratj
Rautojauratj är en sjö i Arjeplogs kommun i Lappland och ingår i Piteälvens huvudavrinningsområde. Sjön har en area på 0,0837 kvadratkilometer och ligger 672,1 meter över havet.
Namnet är samiskt och kan på svenska översättas med Rödingtjärn.

## Delavrinningsområde
Rautojauratj ingår i det delavrinningsområde (740176-158263) som SMHI kallar för Utloppet av Rissajaure. Medelhöjden är 736 meter över havet och ytan är 26,81 kvadratkilometer. Det finns inga avrinningsområden uppströms utan avrinningsområdet är högsta punkten. Rissajåkkå som avvattnar avrinningsområdet har biflödesordning 2, vilket innebär att vattnet flödar genom totalt 2 vattendrag innan det når havet efter 280 kilometer. Avrinningsområdet består mestadels av skog (48 procent) och kalfjäll (43 procent). Avrinningsområdet har 1,73 kvadratkilometer vattenytor vilket ger det en sjöprocent på 6,5 procent.